# Álvaro Miguel Sanz Barrio
Álvaro Miguel Sanz Barrio (Zaragoza, 29 de septiembre de 1998) es un jugador de baloncesto español, que ocupa la posición de base. Actualmente milita en el Hestia Menorca de la Liga LEB Oro.

## Biografía
Sanz, formado en las categorías inferiores del Alierta Augusto, llegó al CAI en la temporada 2012-13. 
En la temporada 2015-16 compagina con el Simply Olivar de LEB Plata, con el que promedia 8,1 puntos, 2,8 rebotes, 2 asistencias y 7,3 de valoración en los 20 partidos que ha disputado.
En marzo de 2016, entra en la historia del conjunto aragonés al debutar en la victoria del equipo maño frente al Iberostar Tenerife (78-65) y convertirse en el segundo jugador más joven del equipo zaragozano en debutar en la máxima categoría del baloncesto español, tras su compañero Sergi García. Debutó en la Liga Endesa a sus 17 años, 5 meses y 7 días y lo hizo mientras demuestra ser una de las sensaciones en LEB Plata con el Olivar, equipo vinculado al CAI.
En la temporada 2016-17 es cedido al CB Peñas Huesca.
Durante la temporada 2017-18 es cedido al CB Agustinos Eras para disputar la competición LEB Plata.
El 4 de septiembre de 2020, el base internacional ficha por el Club Polideportivo La Roda de LEB Plata.
El 29 de junio de 2022, firma por el Hestia Menorca de la Liga LEB Oro.